# Почтовая миля
Почто́вая ми́ля — мера длины, идентичная географической миле и с 1868 года равная 7420,44 м, которая с конца XV века использовалась почтовыми ведомствами некоторых государств для измерения расстояний на почтовых трактах и дорогах.
В СССР и в Российской Федерации почтовая миля в качестве меры длины не применяется.